# Manettia longicalycina
Manettia longicalycina är en måreväxtart som beskrevs av John Duncan Dwyer och David H. Lorence. Manettia longicalycina ingår i släktet Manettia och familjen måreväxter.
Artens utbredningsområde är Panamá. Inga underarter finns listade i Catalogue of Life.